# Закупи (Чехія)
Закупи (чеськ. Zákupy; колишній Рейхштадт (нім. Reichstadt) — місто на півночі Чехії, в окрузі Чеська Липа Ліберецького краю. 
Перша згадка — з 1306. 
До Другої світової війни основне населення становили судетські німці, а саме місто називалось Рейхштадт («імперське місто») — так само як і його замок, який залишив помітний слід в європейській історії. Населення міста — близько 2900 чоловік (2009).

## Рейхштадтський замок
Замок був зведений чеським вельможею з роду Берки з Дуба в 1541 у стилі Ренесанс. 
Майже через сто років в 1632 власником замку став ерцгерцог Юлій Генріх Саксен-Лауенбурзький. Замок і місто були зруйновані шведами під час Тридцятилітньої війни. Нащадки ерцгерцога відновили замок, запросивши провідних майстрів бароко з Саксонії та Італії.
Після смерті останнього герцога Саксен-Лауенбурзького його донька була видана за Гастоне Медічі — представника знаменитої династії, який жив у цьому «богемському селі» до сходження на тосканський престол. Після його смерті сестра герцога, Анна Марія Медічі, заповіла Рейхштадт Габсбургам. 
В 1818 імператор Франц II подарував його своєму онукові Наполеону II, який здобув титул герцога Рейхштадтського, хоча в місті ніколи не бував. В1848 замок був оновлений і оздоблений, щоб стати резиденцією Фердинанда І, який зрікся імператорського престолу.
В 1876 році тут відбулися переговори австрійського імператора Франца Йосифа І та російського імператора Олександра ІІ, в ході яких був гарантований нейтралітет Австрії щодо майбутньої російсько-турецької війни (Рейхштадтська угода). 
В 1900 у замку відбулось весілля габсбурзького спадкоємця престолу Франца-Фердинанда з графинею Софією Хотек.

## Галерея

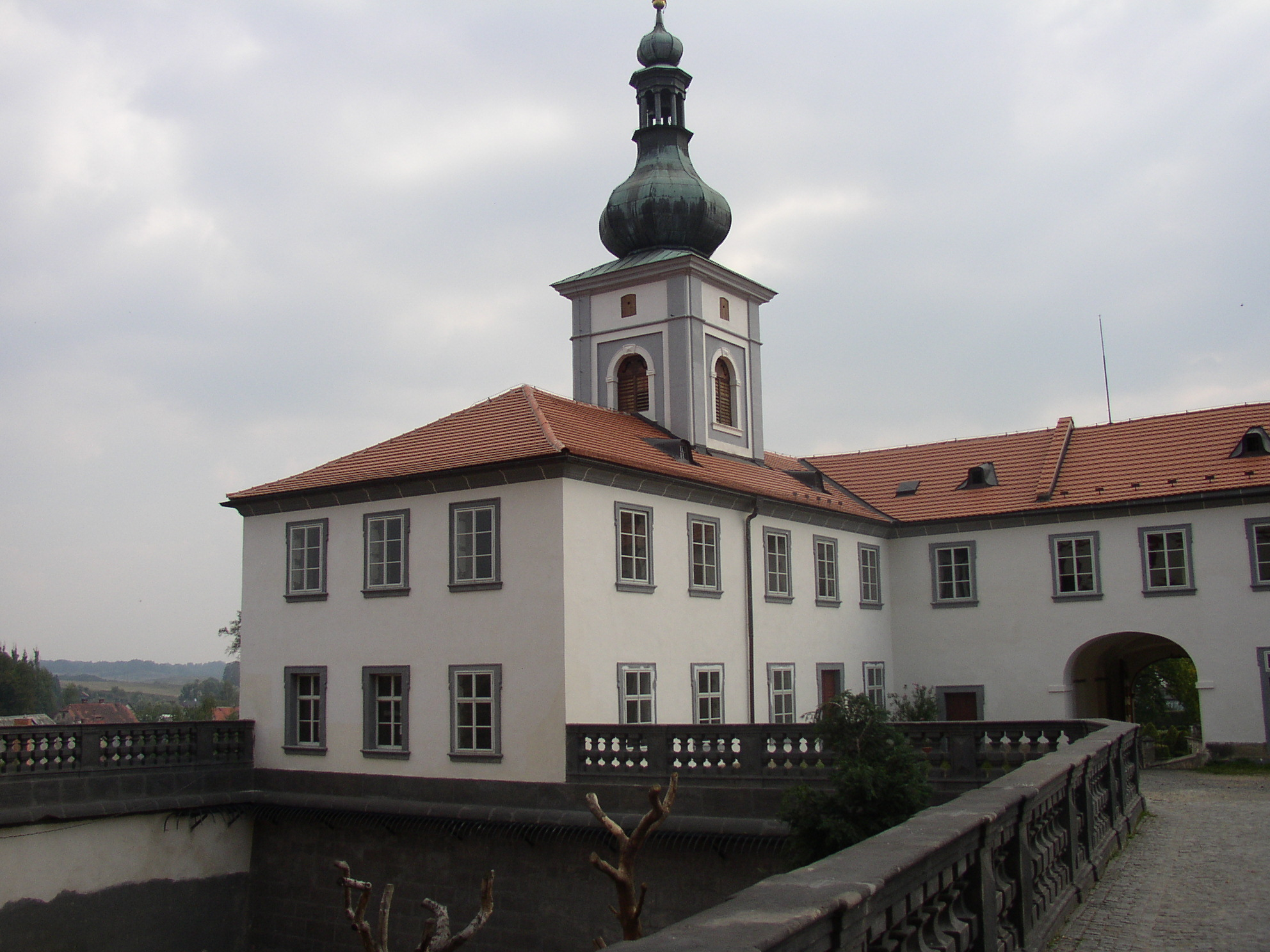
Рейхштадський замок
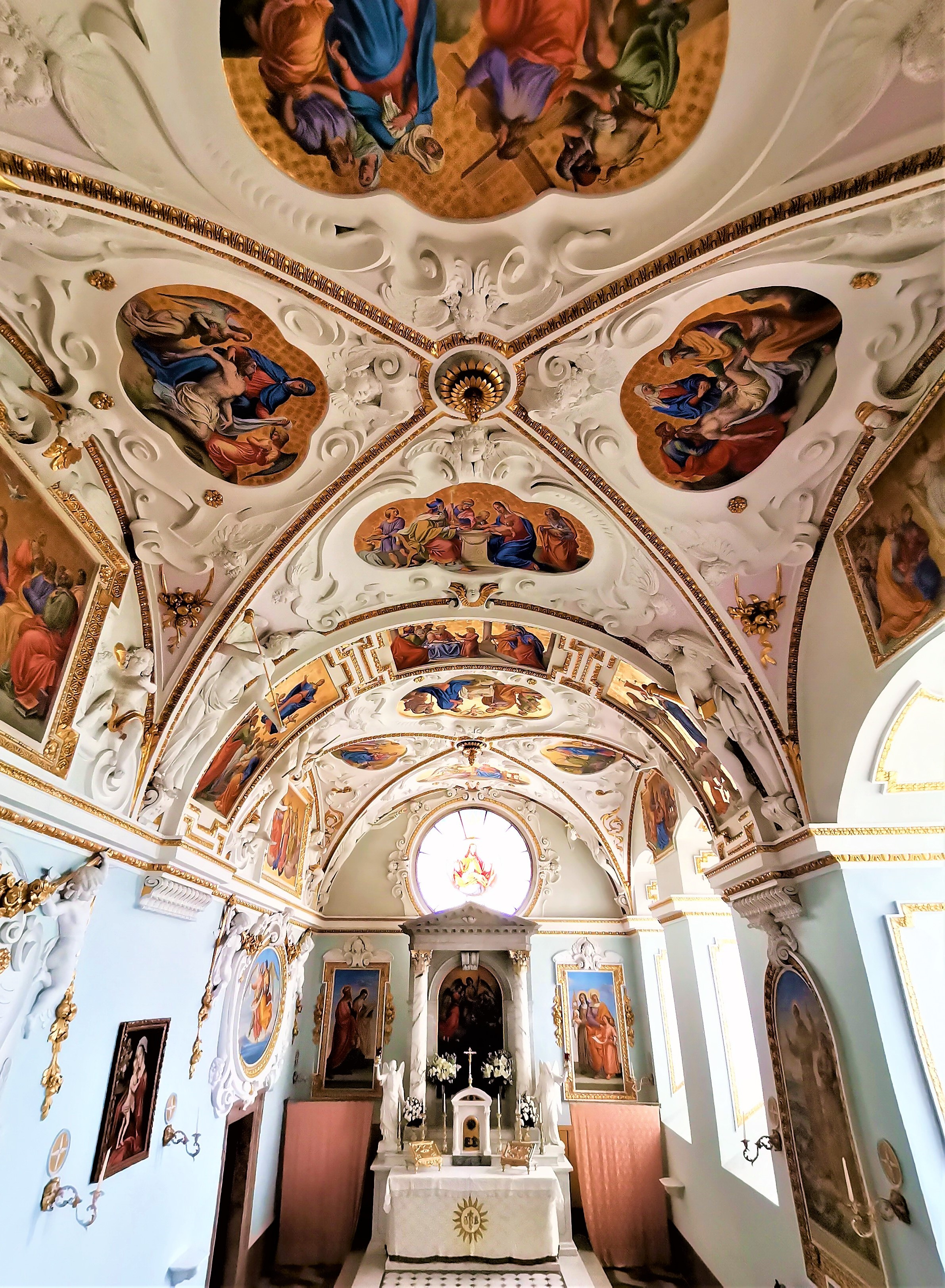
Каплиця св. Франциска у замку
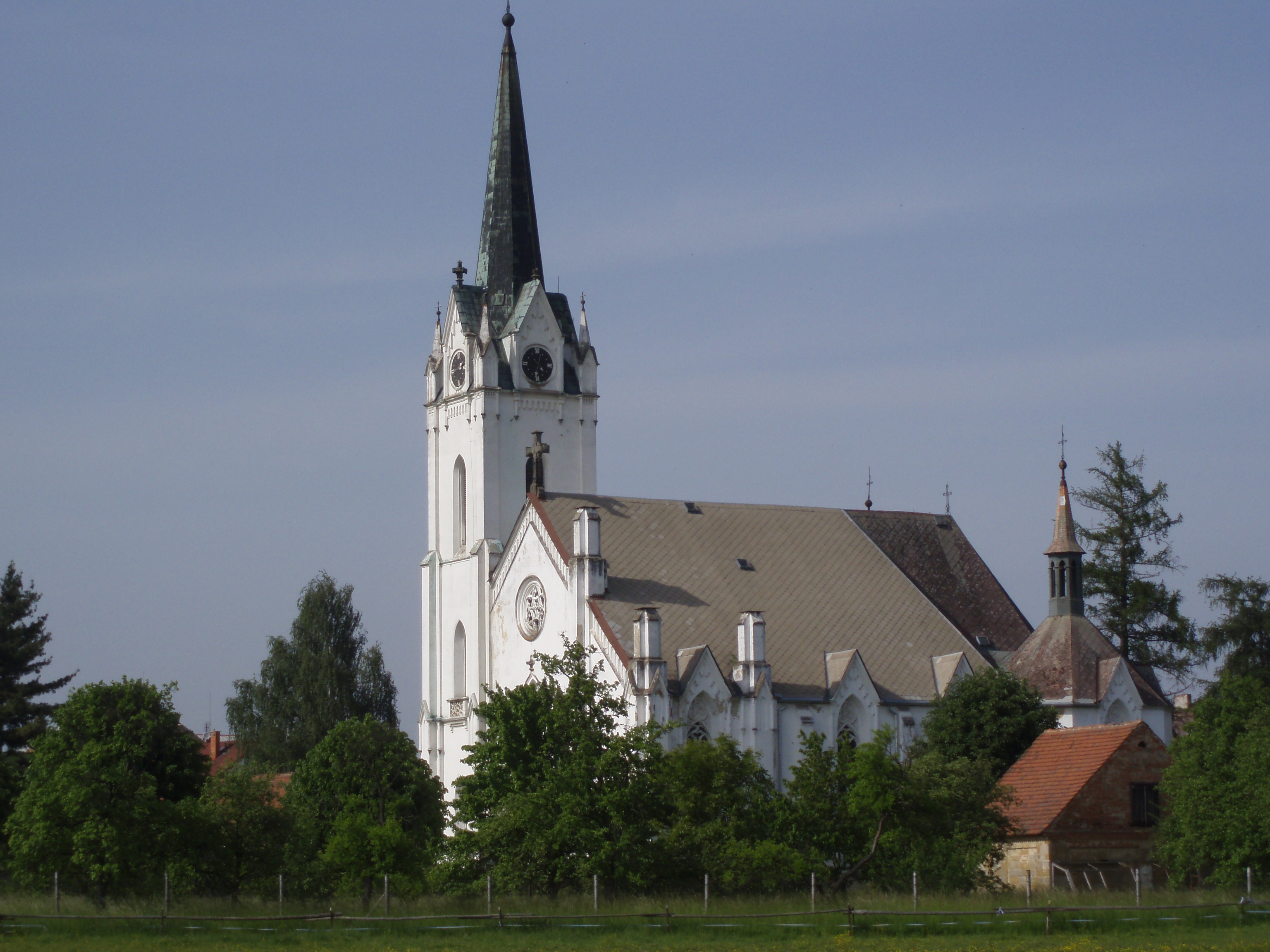
Костел св. Фабіана і Себастьяна XVI ст.
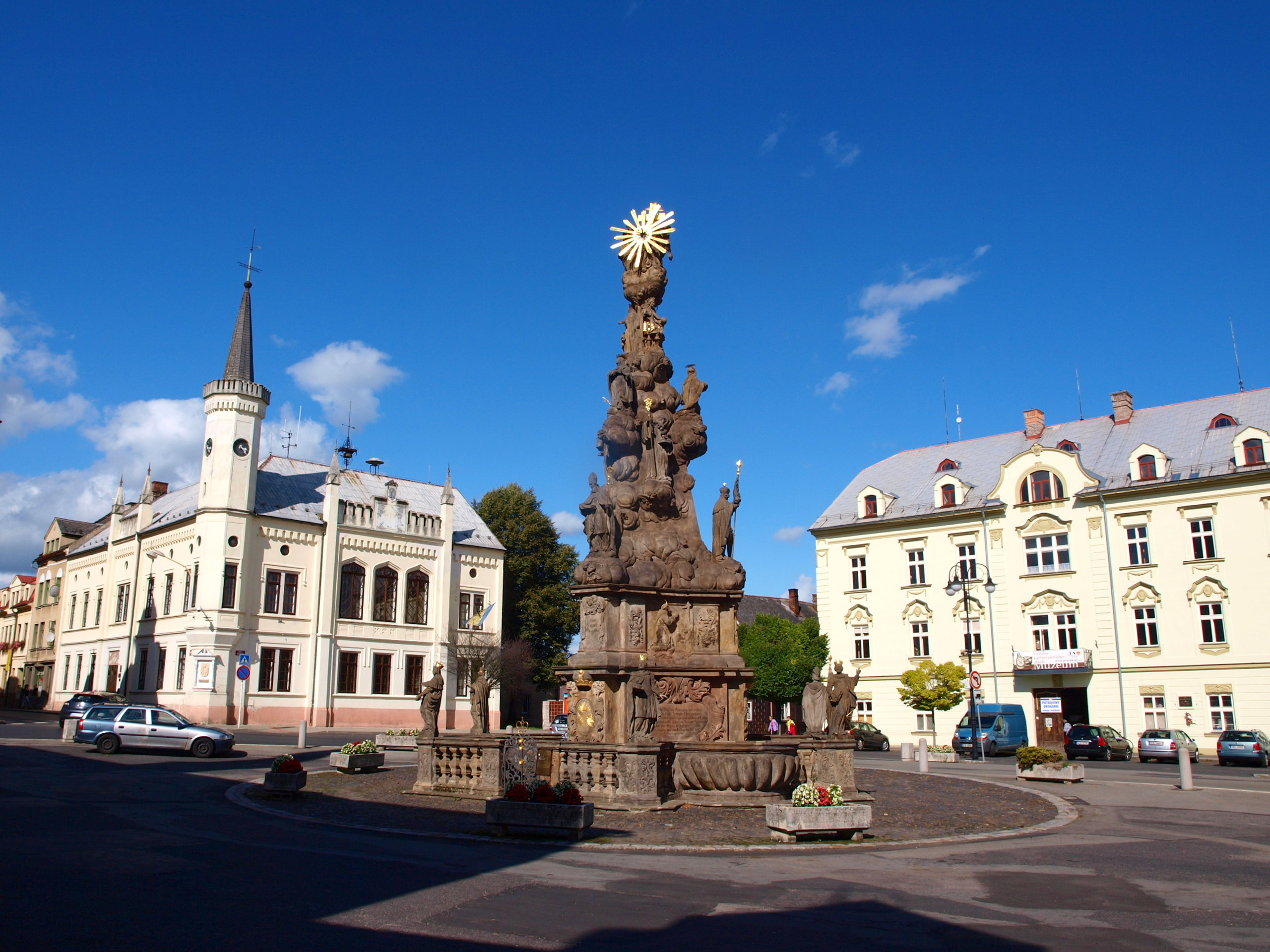
Чумний стовп і ратуша (зліва), збудована у 1867
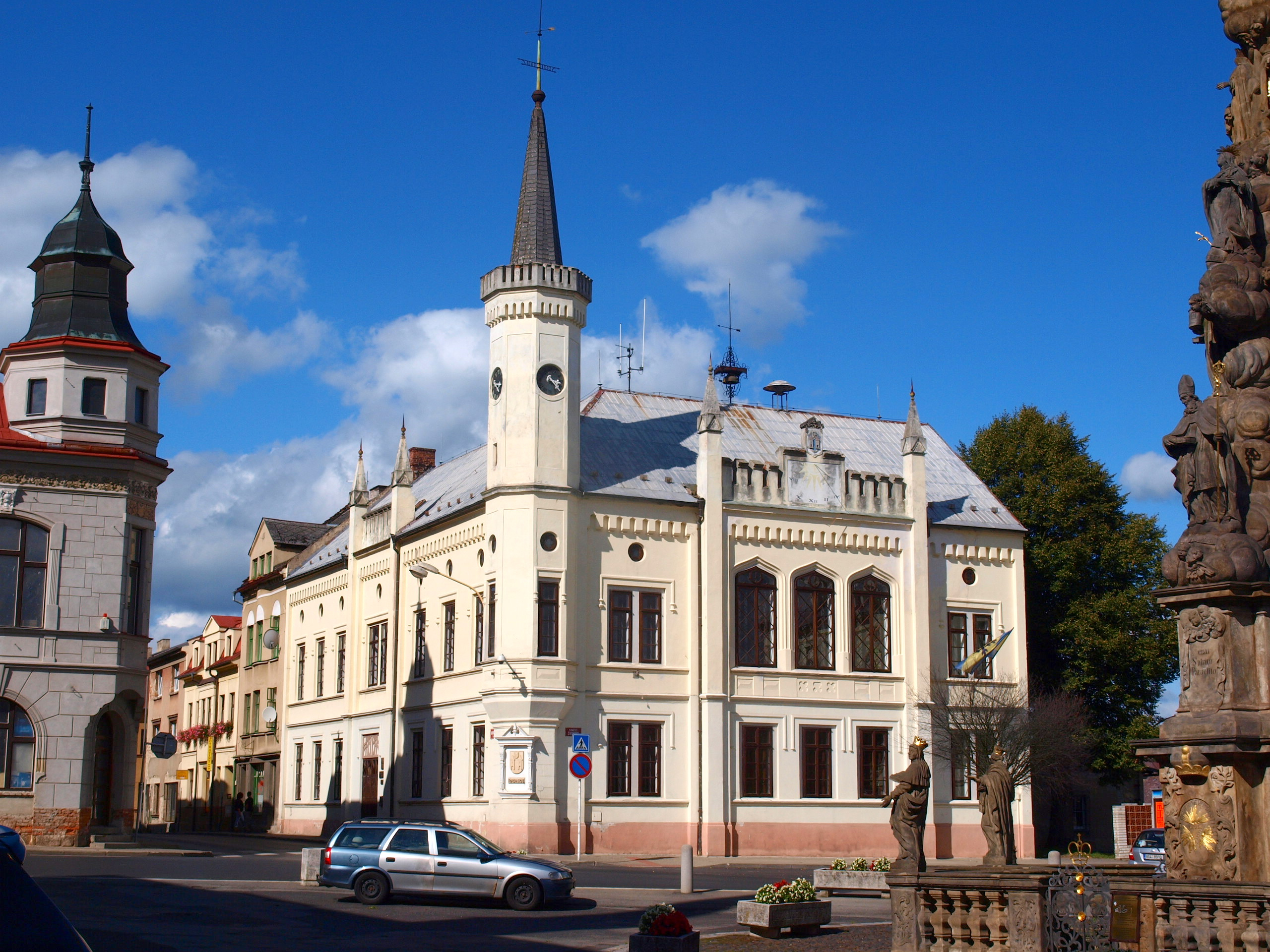
Закупська ратуша у 2015
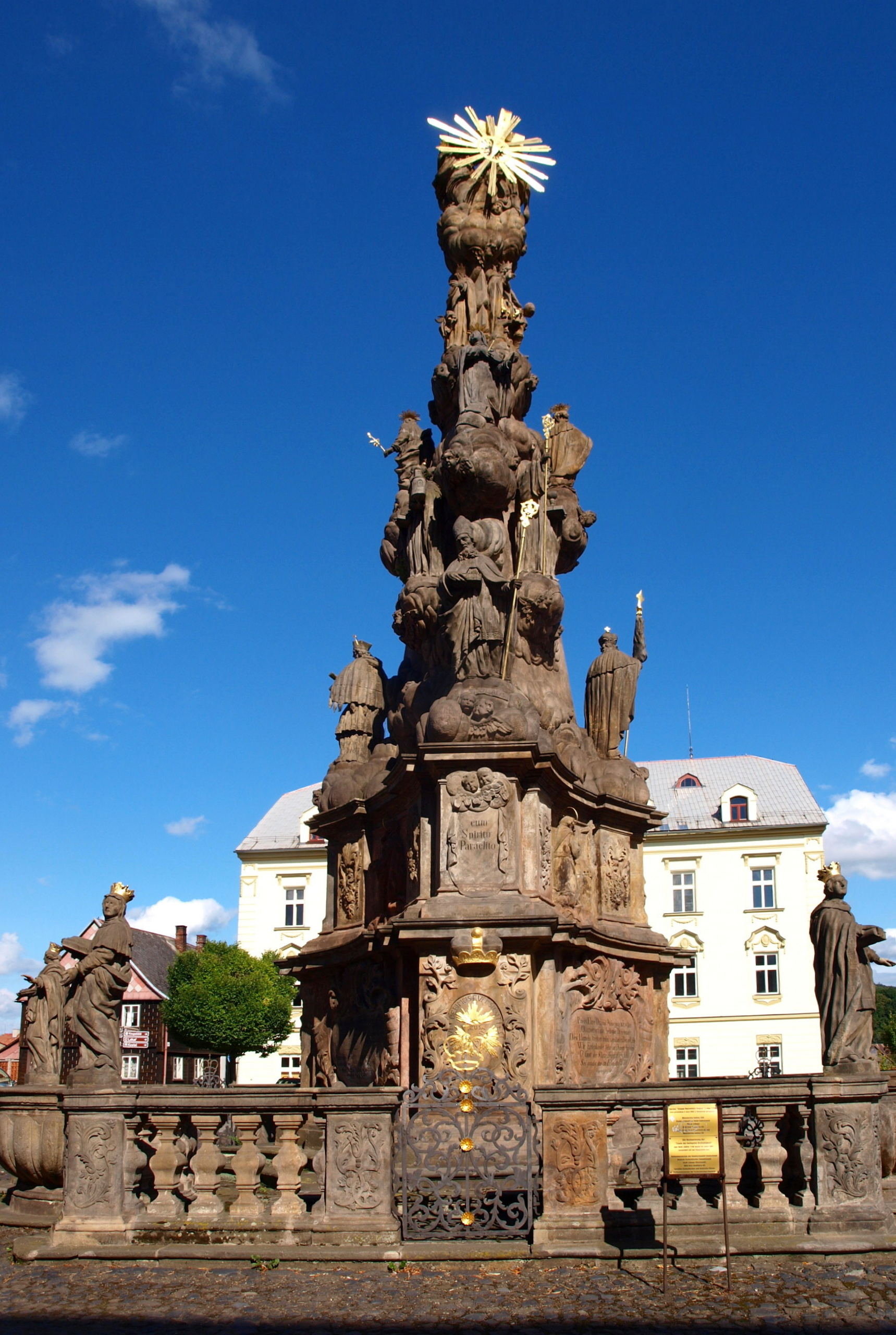
Пам'ятник Найсвятішій Тройці (чумний стовп) з 1708
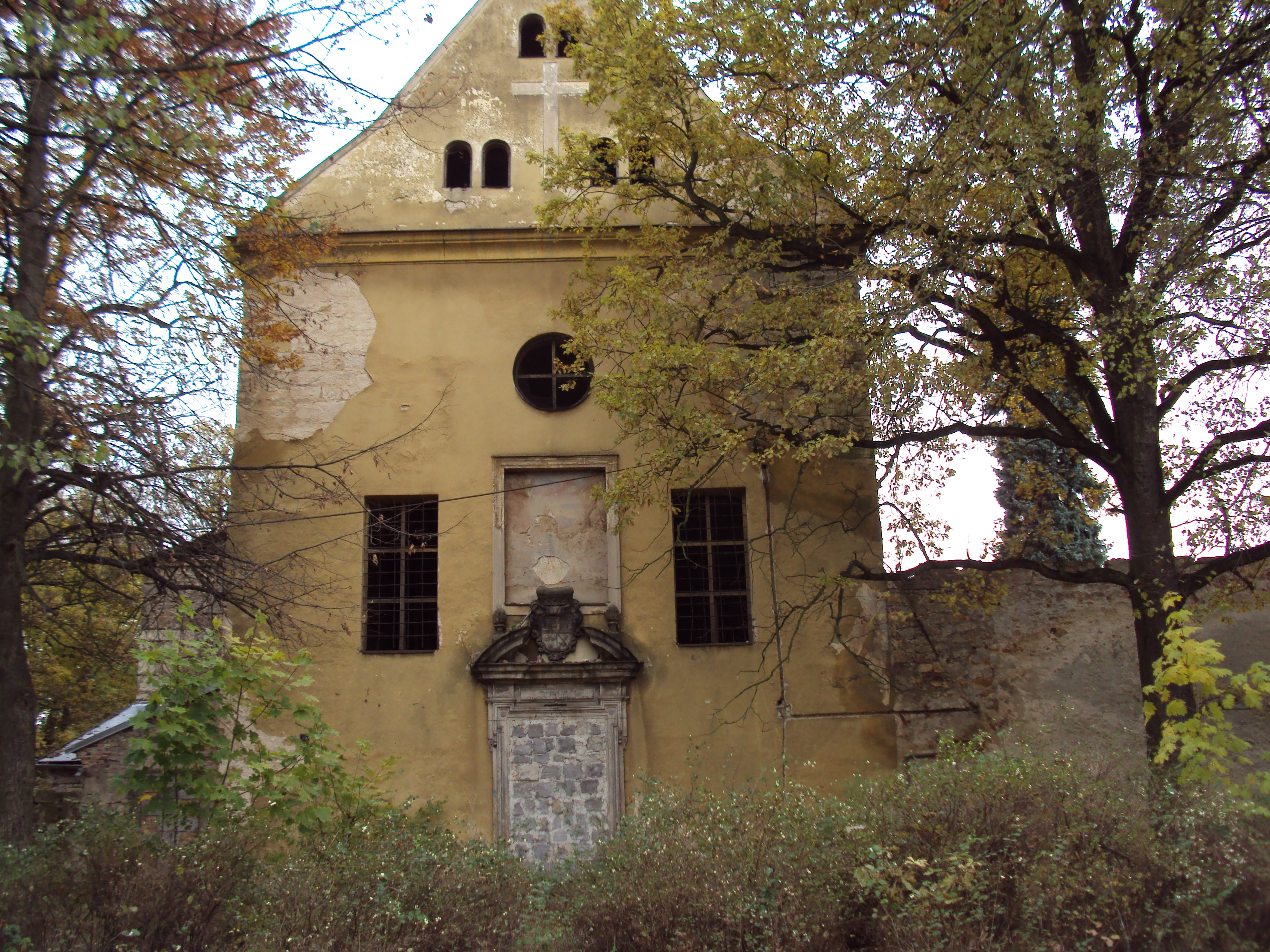
Руїни кляштора капуцинів
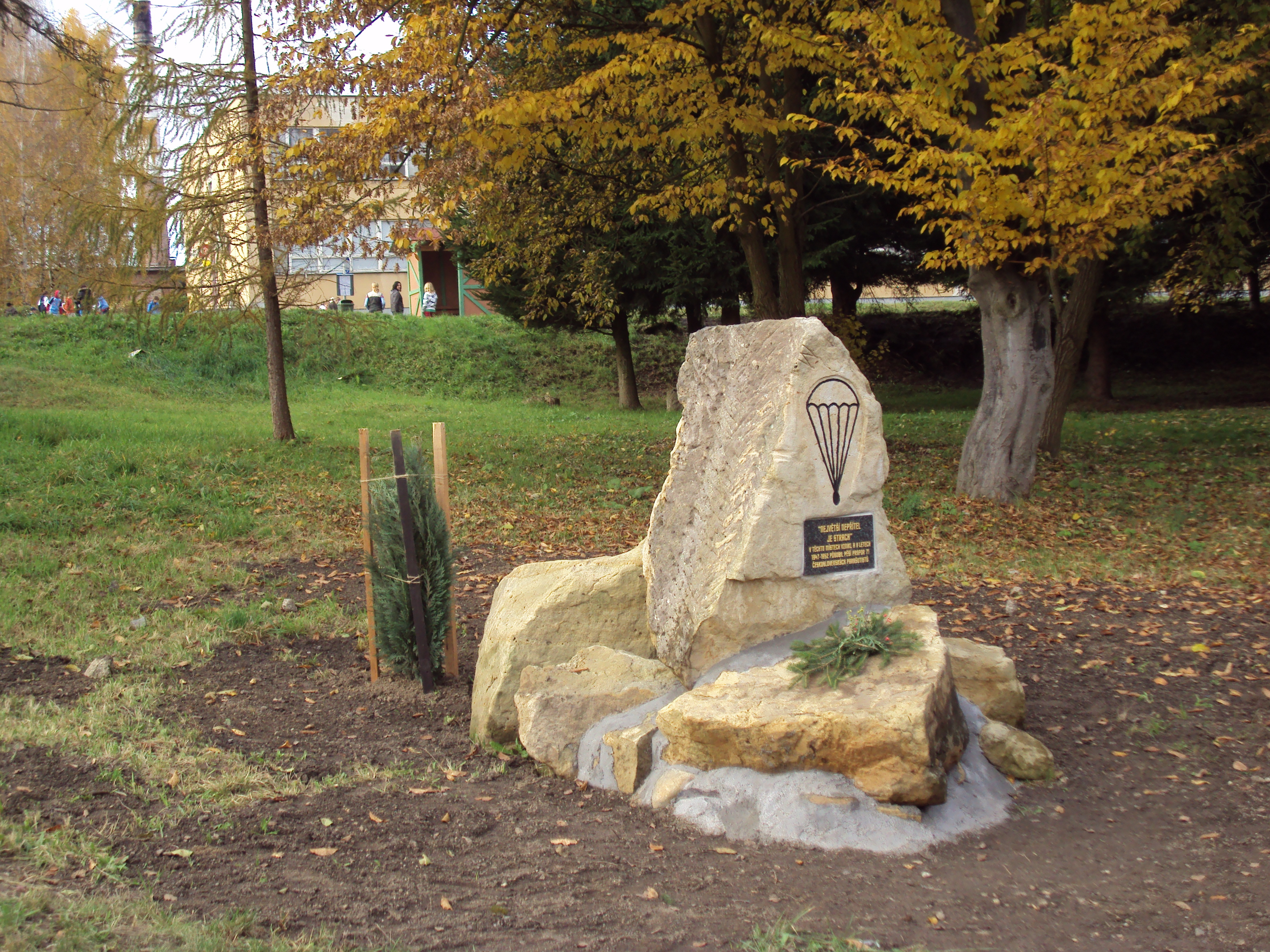
Пам'ятник чеським десантникам (2009)

## Населення
| Рік  | Чисельність | Чисельність |
| ---- | ----------- | ----------- |
| 1869 | 4411        | [ 6 ]       |
| 1880 | 4266        | [ 6 ]       |
| 1890 | 3658        | [ 6 ]       |
| 1900 | 3534        | [ 6 ]       |
| 1910 | 3330        | [ 6 ]       |
| 1921 | 3533        | [ 6 ]       |
| 1930 | 3821        | [ 6 ]       |

| Рік  | Чисельність | Чисельність |
| ---- | ----------- | ----------- |
| 1950 | 2437        | [ 6 ]       |
| 1961 | 2482        | [ 6 ]       |
| 1970 | 2446        | [ 6 ]       |
| 1980 | 2278        | [ 6 ]       |
| 1991 | 1987        | [ 6 ]       |
| 2001 | 2593        | [ 6 ]       |
| 2014 | 2810        | [ 7 ]       |

| Рік  | Чисельність | Чисельність |
| ---- | ----------- | ----------- |
| 2016 | 2813        | [ 8 ]       |
| 2017 | 2817        | [ 9 ]       |
| 2018 | 2845        | [ 10 ]      |
| 2019 | 2850        | [ 11 ]      |
| 2020 | 2851        | [ 12 ]      |
| 2021 | 2845        | [ 13 ]      |
| 2021 | 2837        | [ 14 ]      |

| Рік  | Чисельність | Чисельність |
| ---- | ----------- | ----------- |
| 2022 | 2855        | [ 15 ]      |
| 2023 | 2971        | [ 16 ]      |
| 2024 | 2937        | [ 17 ]      |
| 2025 | 2954        | [ 4 ]       |

| Рік  | Чисельність | Чисельність |
| ---- | ----------- | ----------- |
| 1869 | 4411        | [ 6 ]       |
| 1880 | 4266        | [ 6 ]       |
| 1890 | 3658        | [ 6 ]       |
| 1900 | 3534        | [ 6 ]       |
| 1910 | 3330        | [ 6 ]       |
| 1921 | 3533        | [ 6 ]       |
| 1930 | 3821        | [ 6 ]       |

| Рік  | Чисельність | Чисельність |
| ---- | ----------- | ----------- |
| 1950 | 2437        | [ 6 ]       |
| 1961 | 2482        | [ 6 ]       |
| 1970 | 2446        | [ 6 ]       |
| 1980 | 2278        | [ 6 ]       |
| 1991 | 1987        | [ 6 ]       |
| 2001 | 2593        | [ 6 ]       |
| 2014 | 2810        | [ 7 ]       |

| Рік  | Чисельність | Чисельність |
| ---- | ----------- | ----------- |
| 2016 | 2813        | [ 8 ]       |
| 2017 | 2817        | [ 9 ]       |
| 2018 | 2845        | [ 10 ]      |
| 2019 | 2850        | [ 11 ]      |
| 2020 | 2851        | [ 12 ]      |
| 2021 | 2845        | [ 13 ]      |
| 2021 | 2837        | [ 14 ]      |

| Рік  | Чисельність | Чисельність |
| ---- | ----------- | ----------- |
| 2022 | 2855        | [ 15 ]      |
| 2023 | 2971        | [ 16 ]      |
| 2024 | 2937        | [ 17 ]      |
| 2025 | 2954        | [ 4 ]       |

|  |